# Анамарія Лампич
Анамарія Лампич (словен. Anamarija Lampič)(17 червня 1995 , Любляна ) — словенська лижниця, призерка чемпіонатів світу. 
Срібну медаль світової першості Лампич виборола у командному спринті класичним стилем на чемпіонаті світу 2019 року, що проходив в австрійському Зефельді. Її партнеркою була Катя Вішнар. 
На чемпіонаті світу 2021 року в німецькому Оберстдорфі Лампич здобула дві бронзові медалі: в спринті класичним стилем та командному спринті вільним стилем. Цього разу її партнеркою була Ева Уревц.
За підсумками 2021 року Лампич виграла спринтерський залік Кубка світу.